# Ruth Schleiermacher
Ruth Schleiermacher (Later Budzisch-Schleiermacher) (Wunsiedel, 3 november 1949) is een voormalige Oost-Duitse langebaanschaatsster.
Ruth Schleiermacher was acht keer present op een internationaal kampioenschap. Aan de Europese kampioenschappen nam ze tweemaal deel (1971, 1972), aan de Wereldkampioenschappen driemaal (1967, 1968 en 1969), aan het WK Sprint eenmaal (1971) en tweemaal aan de Olympische Winterspelen (1968 en 1972).
Bij haar internationaal debuut op het WK Allround van 1967 werd ze 27e, op het WK Allround van 1968 werd ze 16e en op het WK Allround van 1969 werd ze vierde en behaalde ze op de 500m een zilveren afstandsmedaille. Na er in 1970 tussenuit geweest te zijn (hoewel ze dat jaar wel Oost-Duits kampioene werd), keert de Oost-Duitse een jaar later sterker en beter terug. De tweede editie van het WK Sprint, die in Inzell gehouden werd, weet Schleiermacher op haar naam te schrijven en werd daarmee de opvolger van Ljoedmila Titova uit de Sovjet-Unie.

## Resultaten
| Jaar | EK Allround | WK Allround | WK Sprint | Olympische Spelen           |
| ---- | ----------- | ----------- | --------- | --------------------------- |
| 1967 |             | NC27        |           |                             |
| 1968 |             | NC16        |           | 16e 500m 12e 1000m 8e 1500m |
| 1969 |             | 4e          |           |                             |
| 1970 |             |             |           |                             |
| 1971 | 9e          |             | Goud      |                             |
| 1972 | 16e         |             |           | 13e 500m 33e 1000m          |

NC# = niet gekwalificeerd voor de laatste afstand, maar wel als # geklasseerd in de eindrangschikking

### Medaillespiegel
| Kampioenschap | Goud · | Zilver · | Brons · |
| ------------- | ------ | -------- | ------- |
| WK Sprint     | 1      | 0        | 0       |

## Persoonlijke records
| Afstand    | Tijd    | Datum            | Baan     |
| ---------- | ------- | ---------------- | -------- |
| 500 meter  | 43,15   | 20 februari 1971 | Inzell   |
| 1000 meter | 1.28,9  | 21 februari 1971 | Inzell   |
| 1500 meter | 2.22,15 | 15 januari 1972  | Inzell   |
| 3000 meter | 5.08,7  | 2 februari 1969  | Grenoble |

## Wereldrecords
| Nr. | Afstand   | Tijd | Datum           | Baan  |
| --- | --------- | ---- | --------------- | ----- |
| 1   | 500 meter | 44,6 | 4 februari 1969 | Davos |

#### Wereldrecords laaglandbaan (officieus)
| Nr. | Afstand   | Tijd | Datum            | Baan    |
| --- | --------- | ---- | ---------------- | ------- |
| 1.  | 500 meter | 45,0 | 20 februari 1969 | Berlijn |